# Alexander James Adams

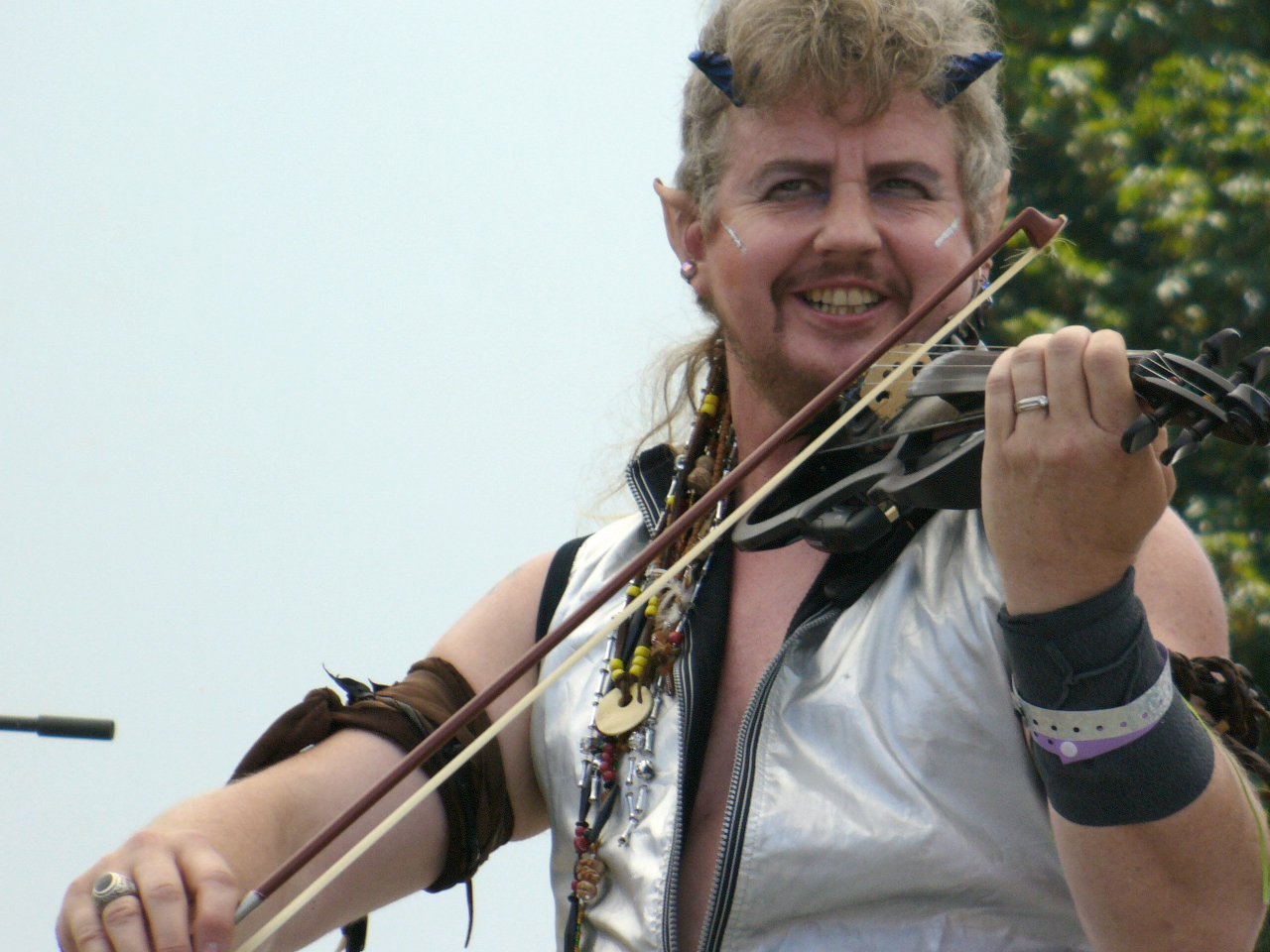
Alexander James Adams (2009)

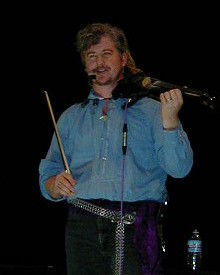
Alexander James Adams (2008)

Alexander James Adams (geboren in der San Francisco Bay Area, Kalifornien als Heather Alexander) ist ein US-amerikanischer Sänger, Musiker (Gitarre, Geige und Bodhrán) und Liedkomponist von keltischer und Weltmusik. Er bringt oft mythische oder Fantasy-bezogene sowie traditionell irische Themen in seine Auftritte ein. Im Bereich der Filkmusik bekannt, tritt er häufig solistisch und zusammen mit seiner Band („Uffington Horse“) auf Conventions auf, z. B. OryCon, Norwescon, Further Confusion (2004 and 2005), Eurofurence (2005 and 2006), CascadiaCon (2006). Im Oktober 2006 unterzog sich Adams einer Geschlechtsangleichung.

## Veröffentlichungen

### Alben als Solokünstler

#### Heather Alexander
- Freedom, Flight and Fantasy – 1990
- Heather Alexander, Live – 1992
- Songsmith – 1993
- Wanderlust – 1994
- Shadow Stalker – 1994
- Life’s Flame – 1996
- Midsummer – 1997
- A Gypsy’s Home – 2001
- Insh’allah – Music of Lion’s Blood – 2002
- Festival Wind – 2003
- Album of Secrets – 2003
- Merlin’s Descendants – 2006
- Arms of the Sea – 2006
- Everafter – 2006

#### Alexander James Adams
- Cat & The Fiddle – 2007
- Balance of Nature – 2007
- Wintertide – 2007[2]

### Alben (mit Band)

#### Phoenyx
- Keepers of the Flame – 1990

#### Uffington Horse
- Uffington Horse Promotional Album – 2004
- Enchantment – 2004

#### Tricky Pixie
- Live! – 2007

### Gastbeiträge auf anderen Veröffentlichungen
- Gaia Circles, Gaia Consort – 2000.
- Firestorm: Songs of the Third World War, Leslie Fish.
- The Constellation, Hank Cramer – 2003.
- Roundworm, verschiedene Künstler, 2000.

## Preise
- 1996 – Pegasus Award – Best Performer
- 1996 – Pegasus Award – Best Writer / Composer
- 2006 – Pegasus Award – Best Battle Song (March of Cambreadth)[3]
- 2013 – Pegasus Award – Best Performer[4]